# برنت آیشینگر
برنت آیشینگر (آلمانی: Bernd Eichinger؛ ‏ آلمانی: [bɛʁnt ˈaɪ.̯çɪŋ.ɐ] ()؛ ‏ ۱۱ آوریل ۱۹۴۹ – ۲۴ ژانویهٔ ۲۰۱۱) یک فیلم‌نامه‌نویس، تهیه‌کننده و کارگردان اهل آلمان بود. وی بین سال‌های ۱۹۷۲ تا ۲۰۱۰ میلادی فعالیت می‌کرد. او تهیه‌کننده فیلم هیچ‌کجا در آفریقا بوده است.